# Ramón Serrano Ahumada
Ramón Serrano Ahumada es un maestro y político mexicano miembro del Partido Revolucionario Institucional.
Es hijo del líder sindical Ramón Serrano García. Fue diputado local en la XLIX Legislatura del Congreso del Estado de Colima. Serrano Ahumada fue dirigente, secretario de organización y representante de la CTM en Colima, y en 1988 fue impulsado por esta para ser senador por el PRI junto a Roberto Ánzar Martínez. Finalmente, fue elegido senador para las LIV y LV Legislaturas de México. Fue elegido secretario en el Senado. Participó junto al senador Roberto Suárez Nieto en el Proyecto de decreto que reformaba el diverso que aprueba el convenio constitutivo de la corporación financiera internacional y se mostró a favor del TLC en México.